# Keisuke Tsumita
Keisuke Tsumita (født 23. juni 1993) er en japansk fodboldspiller, som spiller for den japanske fodboldklub FC Ryukyu.